# Kiosque à musique

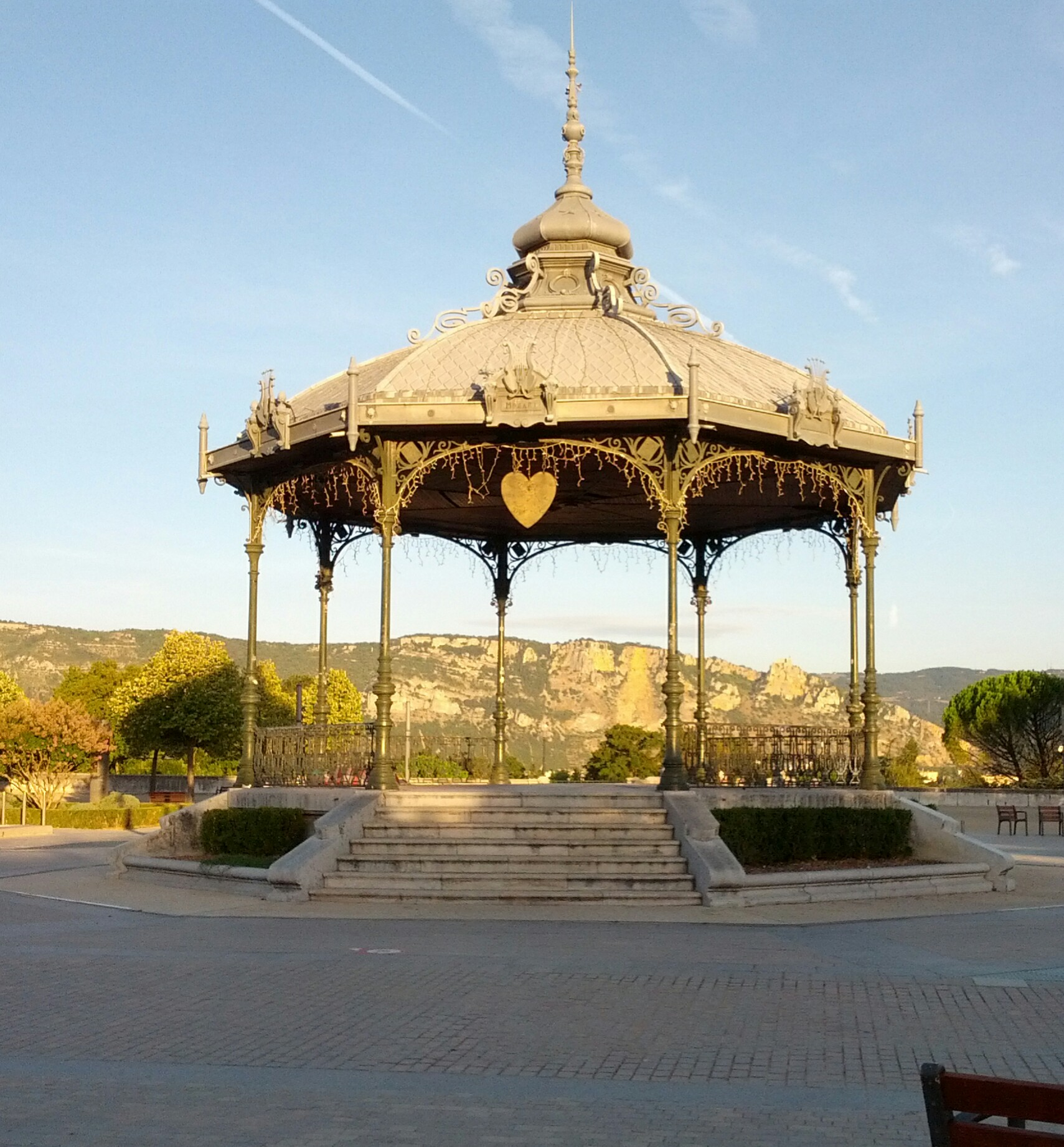
Kiosque Peynet à Valence (France).

Un kiosque à musique est une construction pour le divertissement, typique au XIXe siècle et début XXe de l'aménagement des villes et des parcs, très ouverte, symétrique par rapport à l'axe central (forme panoptique) et de plan polygonal ou, plus rarement, circulaire.
Le kiosque des places publiques accueille les spectacles d'artistes et les concerts de musiciens. Quoique plus modeste, il est l'héritier des divers kiosques des sociétés de cour. En 1893, le kiosque à musique est bien souvent un simple abri circulaire dans un jardin public ou sur une place publique qui permet d'accueillir des musiciens pour un concert en plein air, en journée ou en nocturne si l'éclairage est offert.

## Kiosque des champs et kiosque des villes
Deux implantations typiques : 
- dans un espace ouvert (kiosque dans une pelouse de parc, sur les terrasses d'un jardin) ou formant clairière (kiosque dans les boisements d'un parc) où se disposent des bancs ou chaises, l'ensemble détermine souvent un axe d'écoute privilégié face auquel se déploient les musiciens et que matérialise l'escalier d'accès ;
- dans les villes et villages : sur une place publique centrale, une place de gare, dans un square urbain, à destination de fanfares, harmonies, bandes de musiciens locales, de fêtes publiques, etc. Très proche voisin du kiosque public et généralement de dimensions plus modestes, on trouve également dans les jardins ou les parcs à usages privés une très grande similitude avec ce qui se nomme moins communément une « gloriette ».

### Types, modèles, exemples

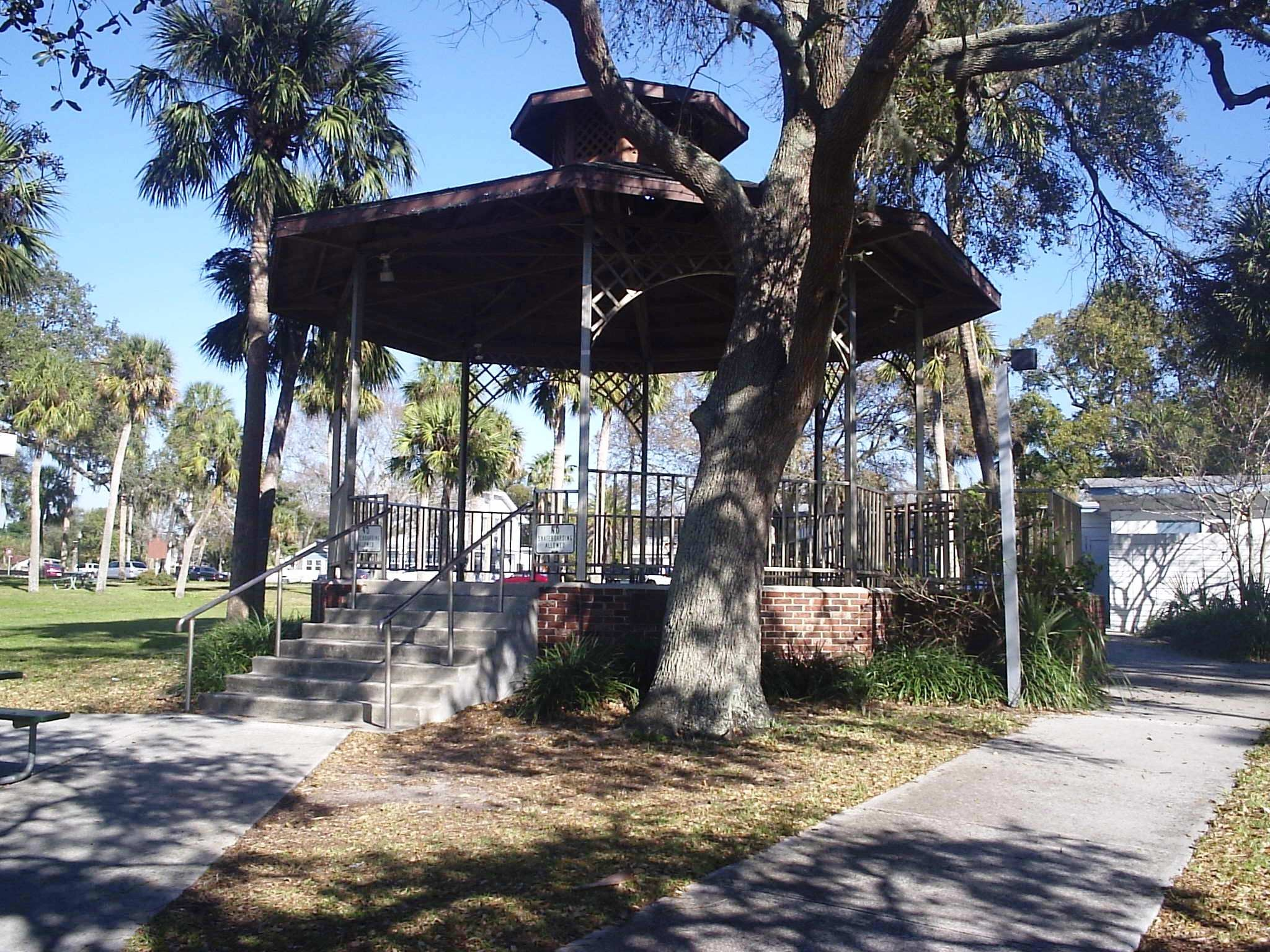
kiosque ou banstand à Dunedine, Floride, US ; dans un parc, tout en bois.
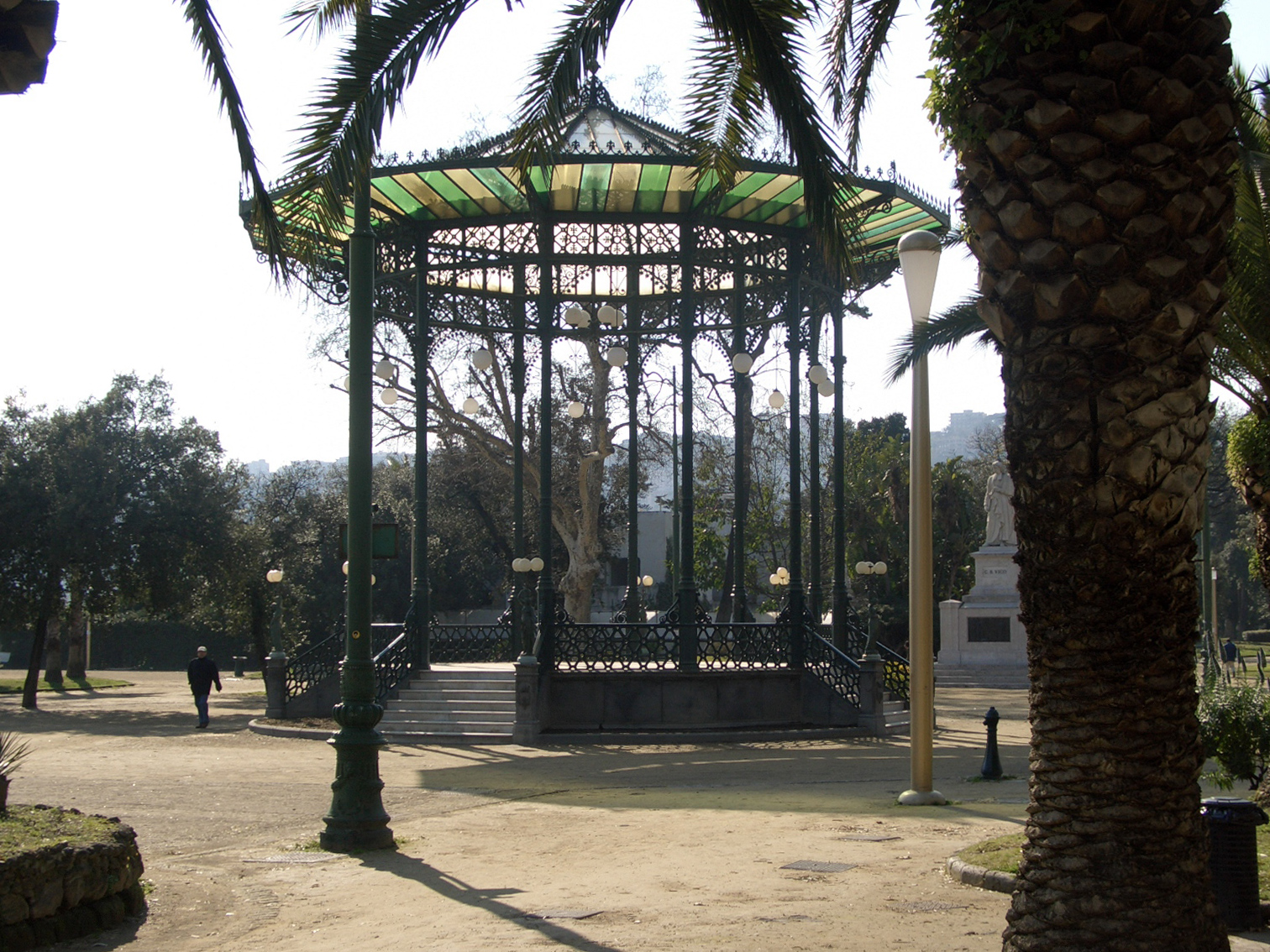
rare exemple entièrement vitré; Naples (Italie).
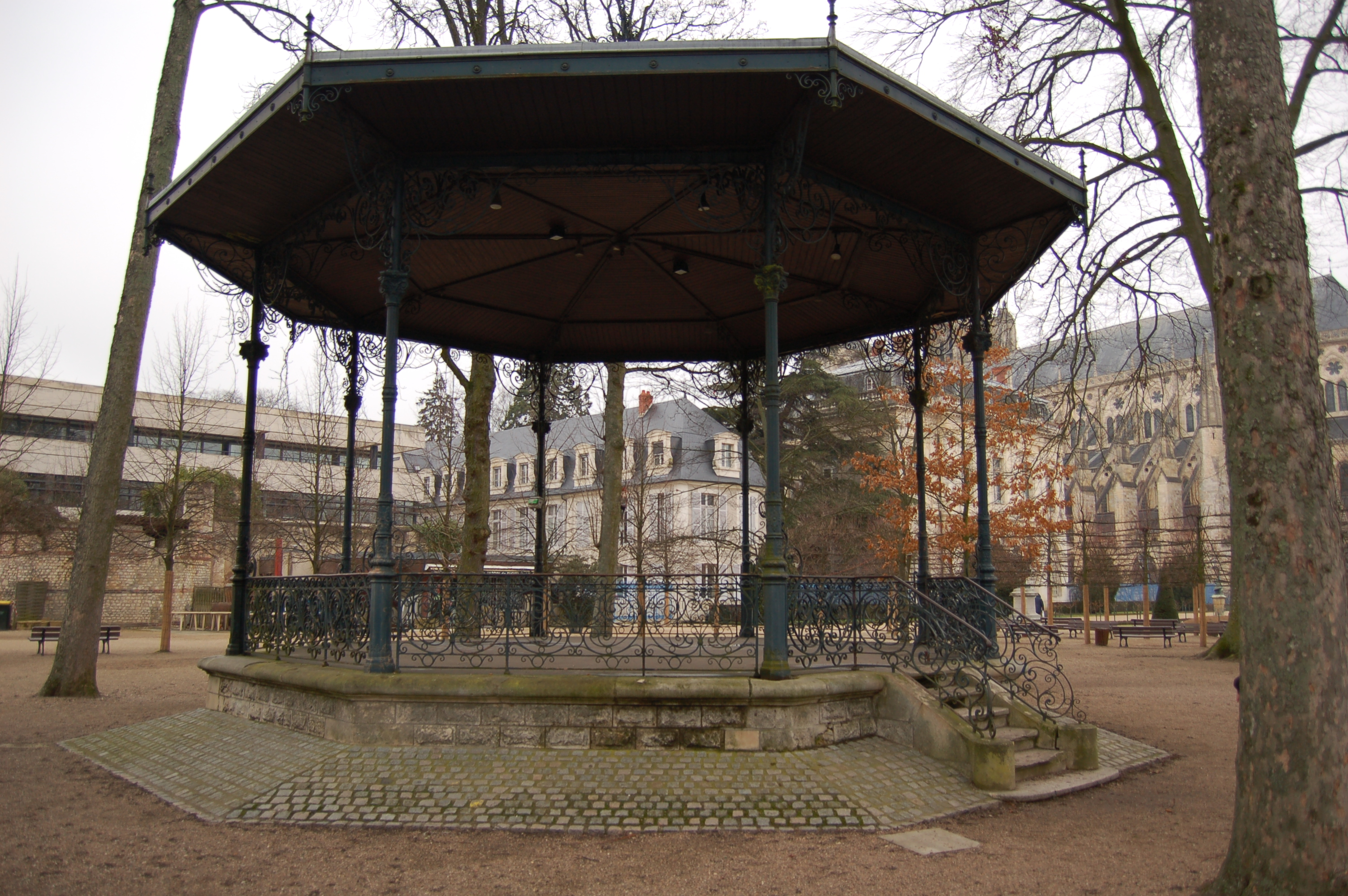
Kiosque à musique dans un parc de Bourges.
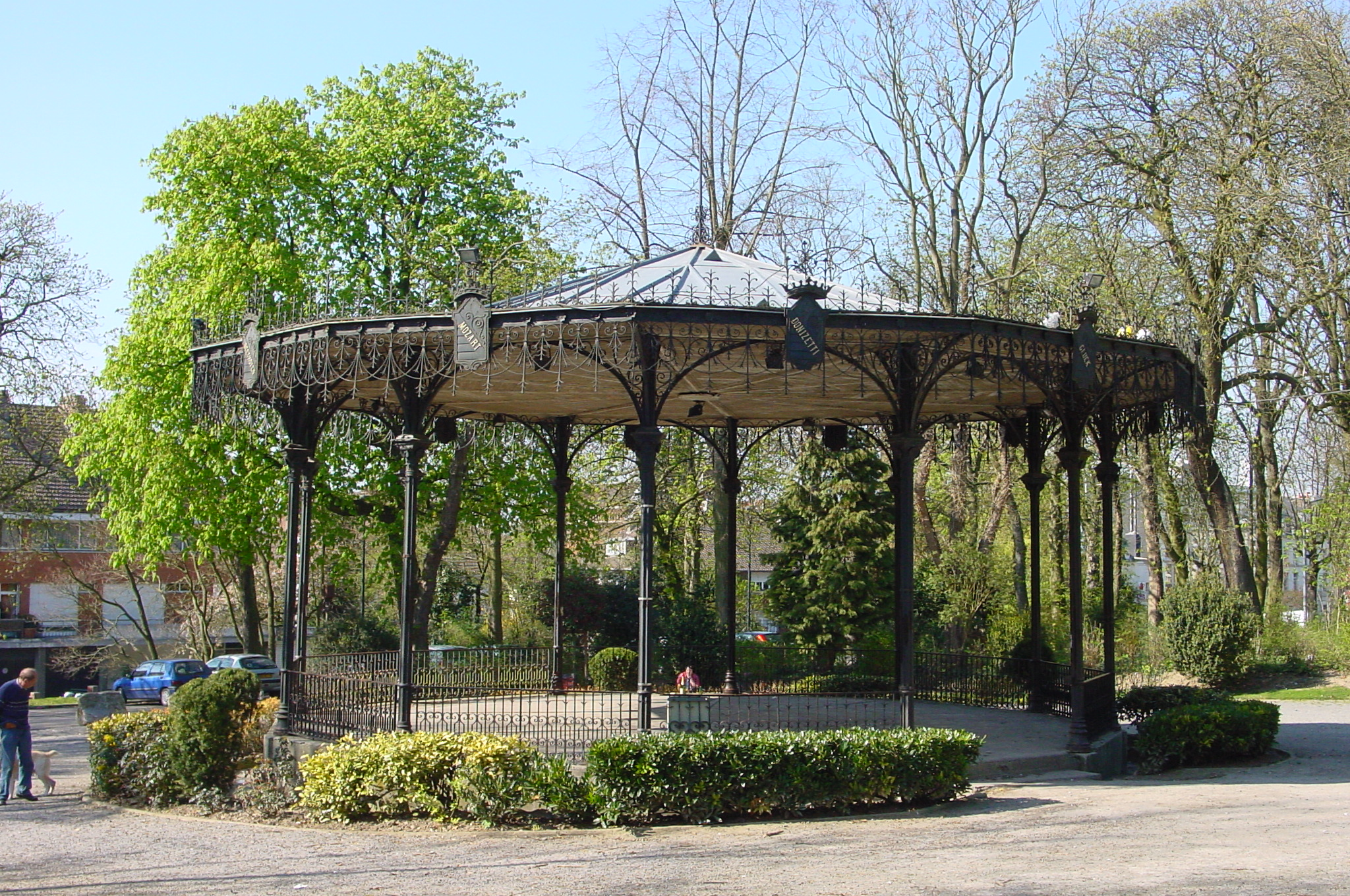
Kiosque à musique de Cambrai (1867): l'un des plus anciens de France.
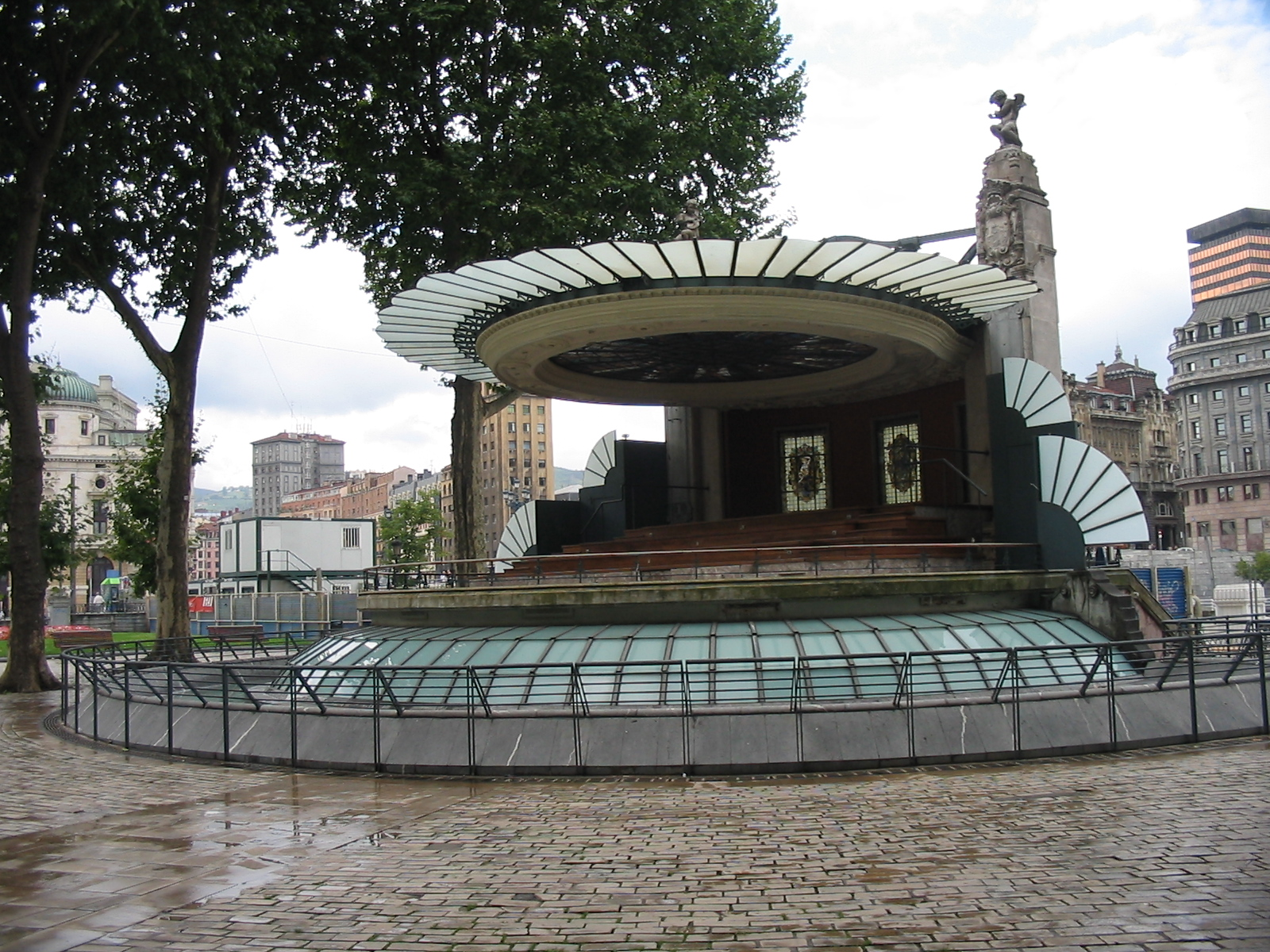
Kiosque à musique de style Belle Époque à Bilbao (Espagne).
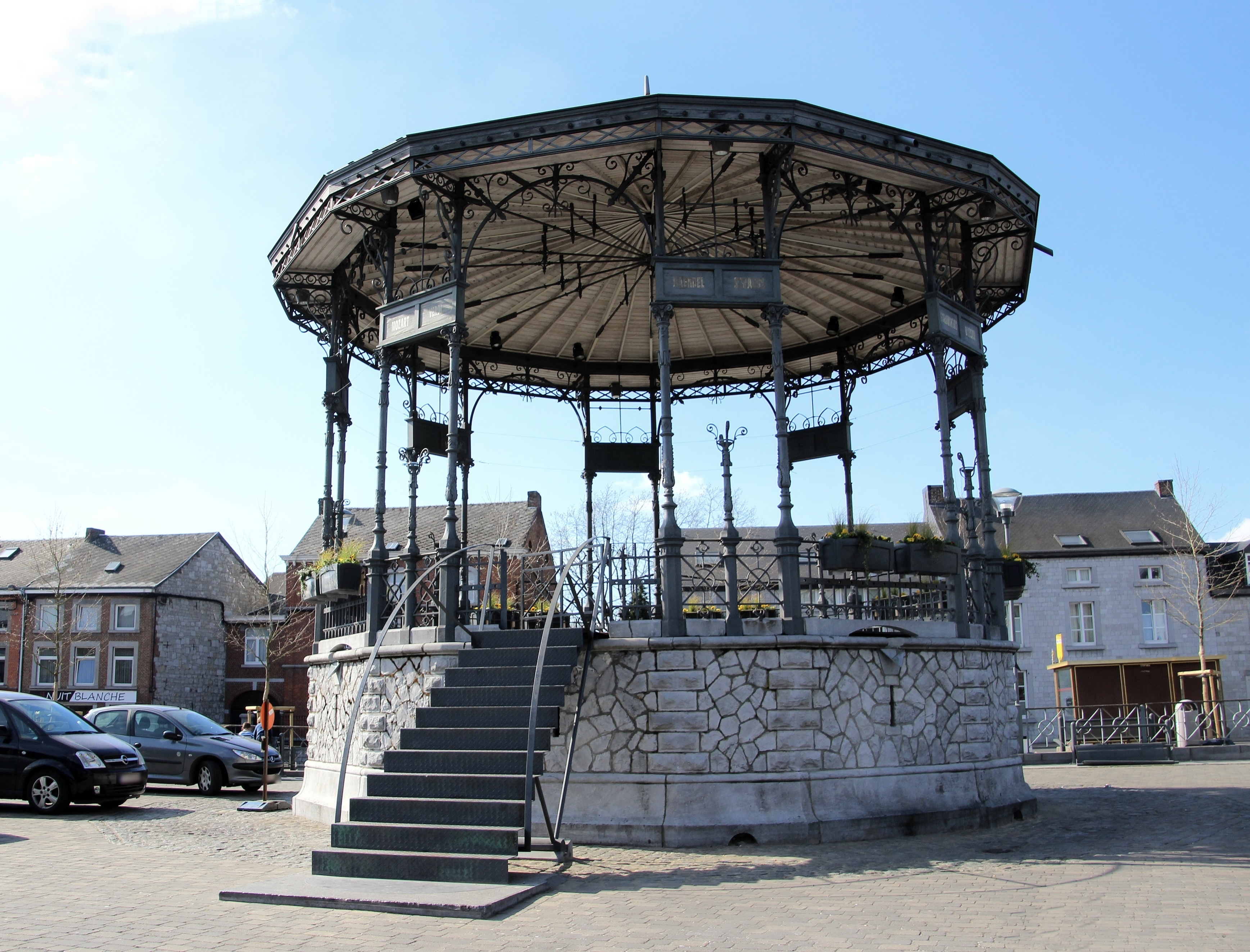
Kiosque à musique de la Cour Monseu à Ciney (Belgique)
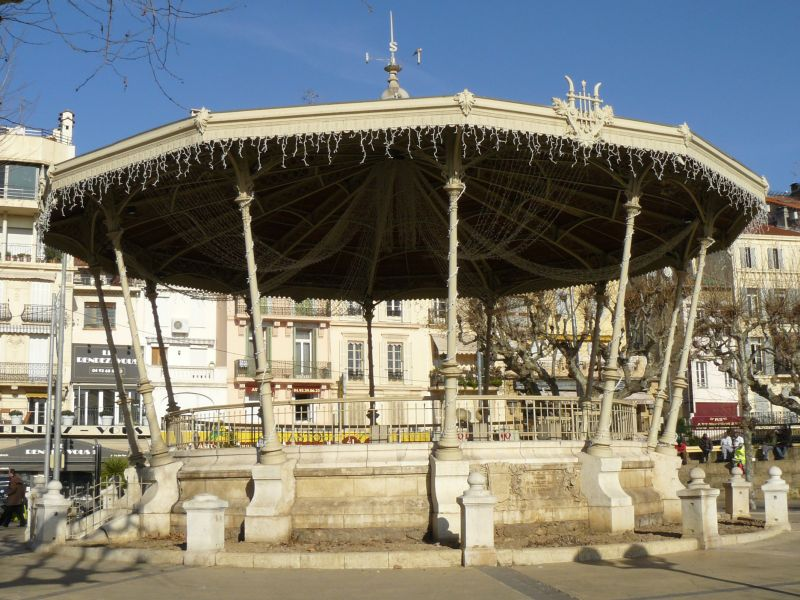
Kiosque à musique de Cannes, réalisé en 1880.
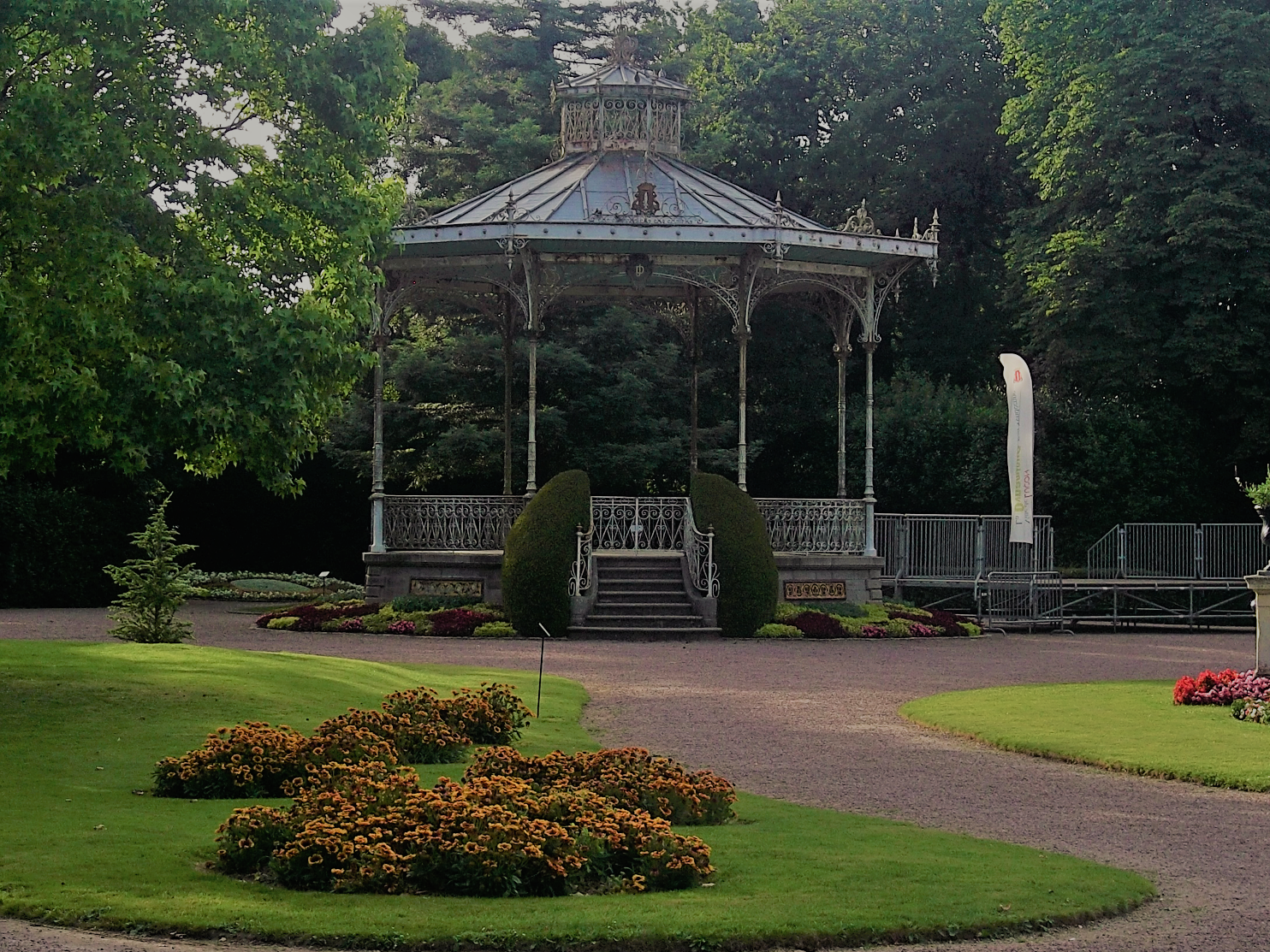
Kiosque à musique du Jardin Dumaine à Luçon (Vendée)
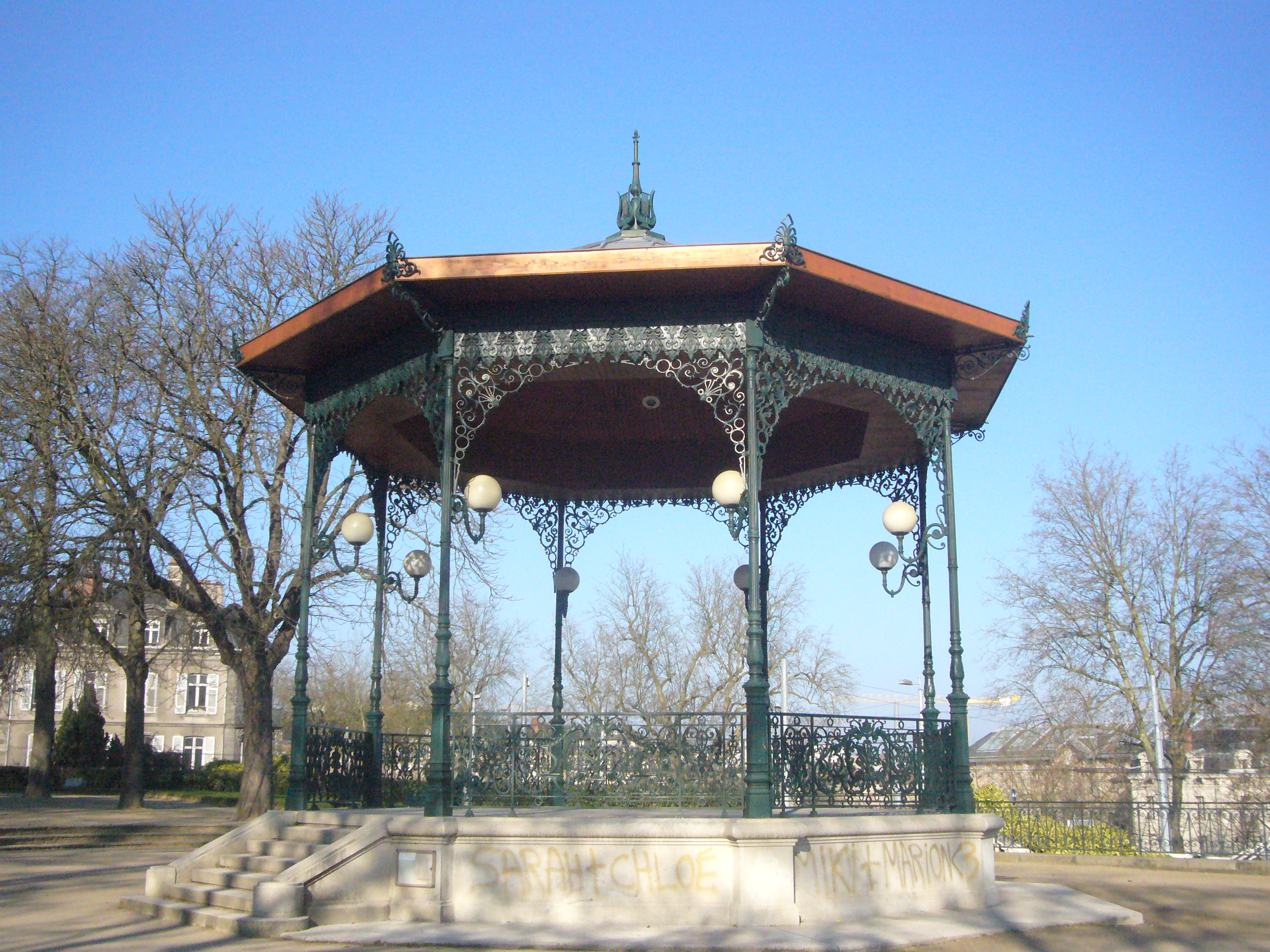
Kiosque à musique du Jardin d'Orsay à Limoges.
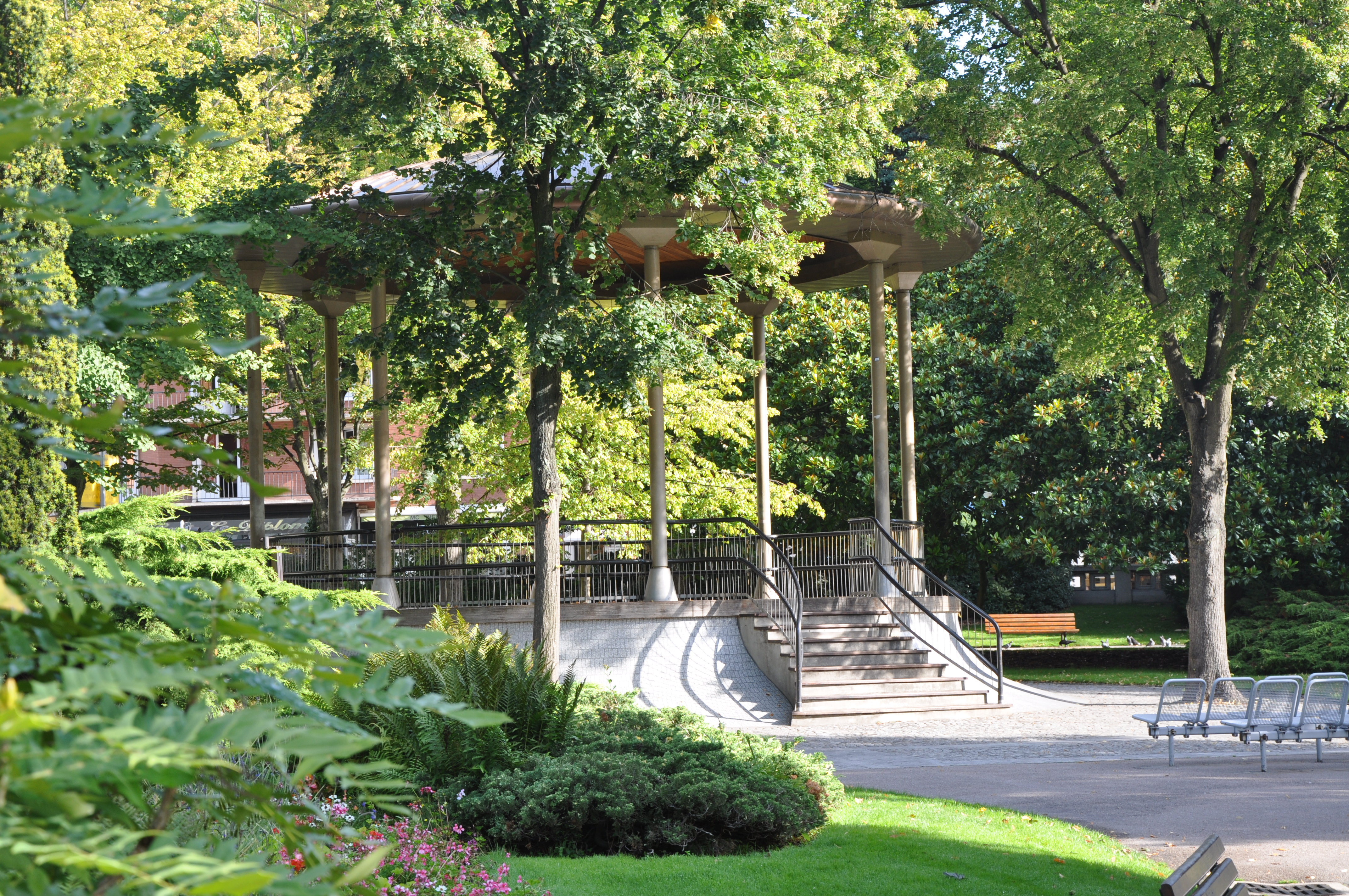
Kiosque façon Belle Époque au Havre.
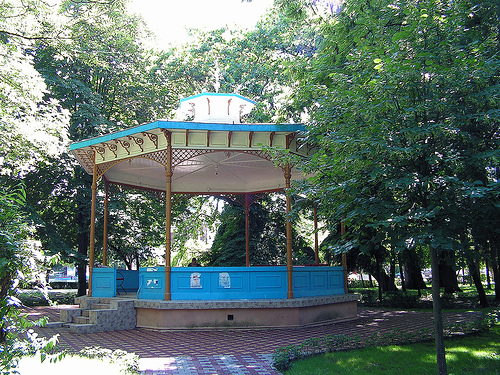
Kiosque à musique du Parc Central de Cluj, réalisé en 1897
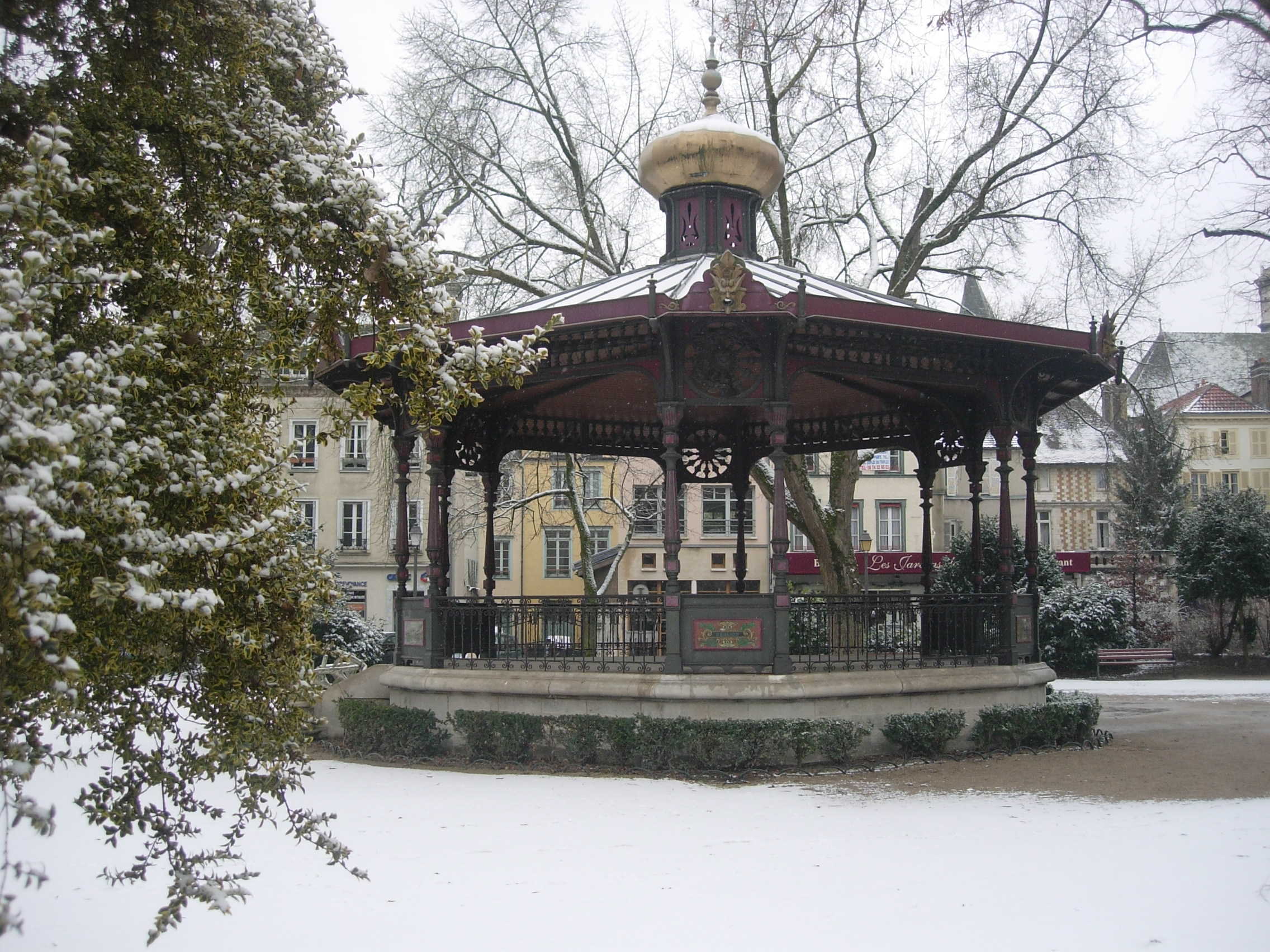
Kiosque à musique du jardin du Rocher à Troyes.
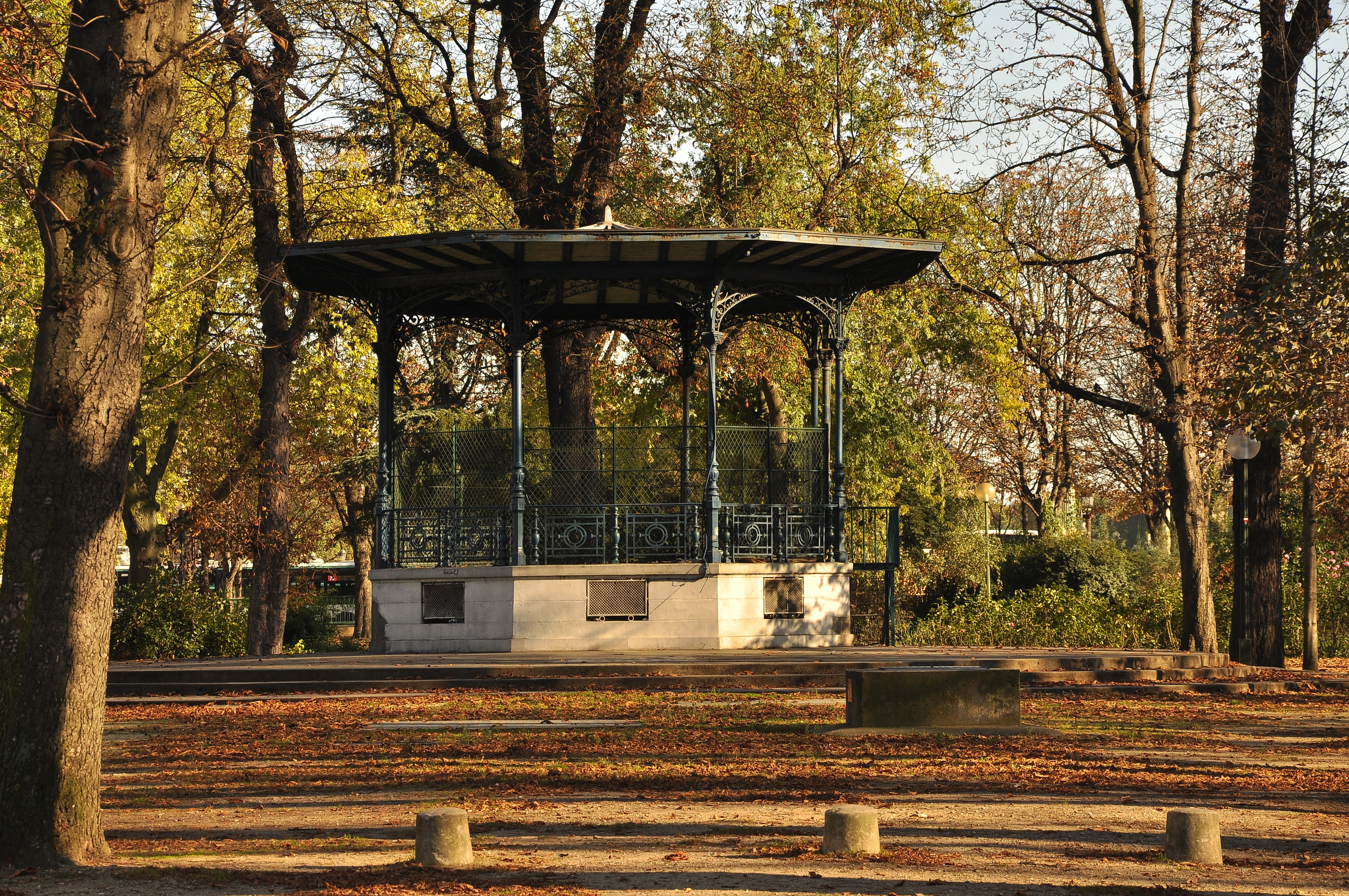
Kiosque à musique dans les Jardins des Champs-Élysées à Paris.
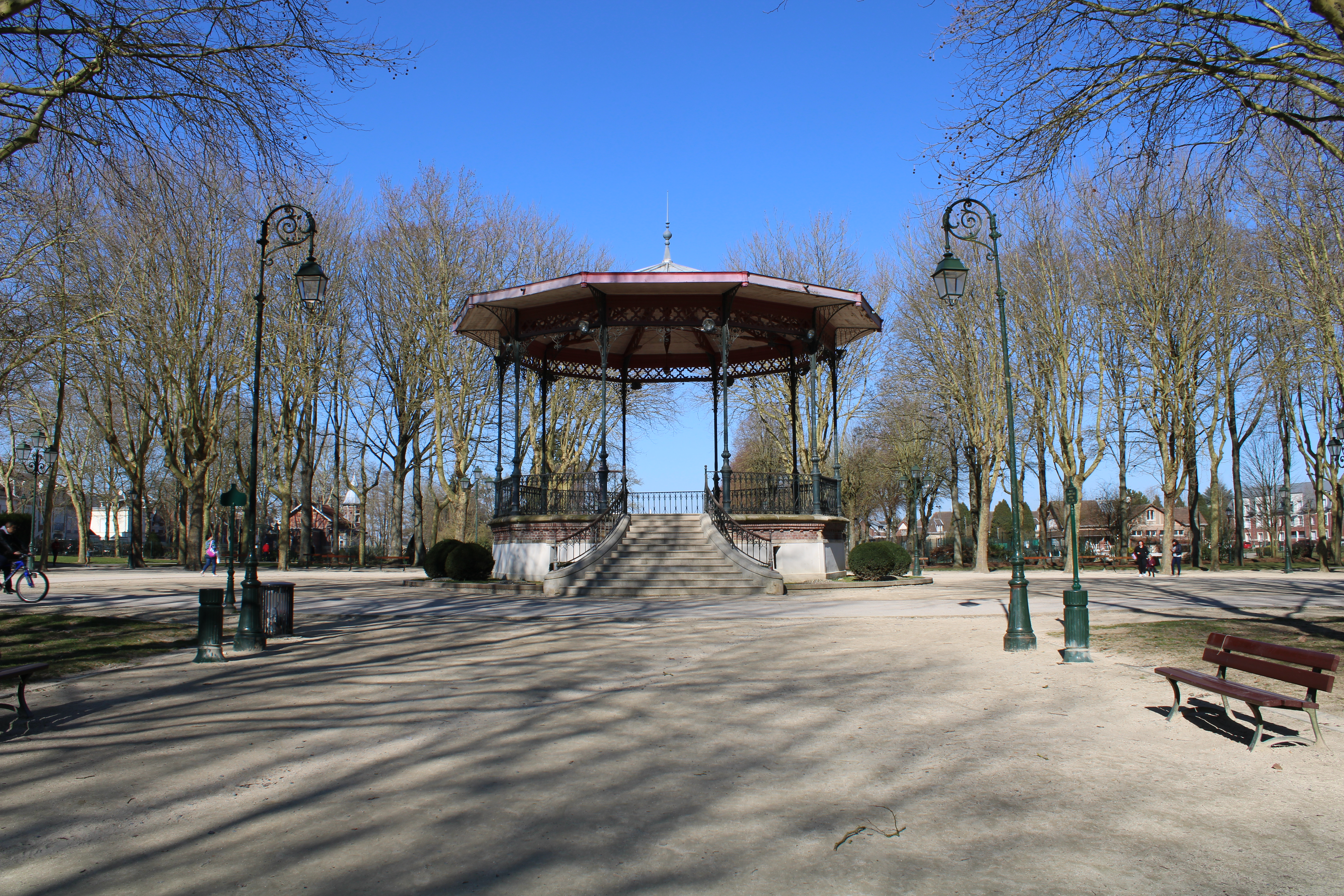
Kiosque à musique dans le Parc des Champs-Élysées de Saint-Quentin, Aisne, inauguré en 1877.

## Musique de kiosque

### Utilisation contemporaine
L'harmonie des gardiens de la Paix organise toujours des concerts l'été dans les kiosques de jardins publics comme le parc floral de Vincennes ou les jardins du Luxembourg. Mais ces concerts d'harmonie sont encore plus nombreux dans les jardins publics de Londres.

Musique en kiosque
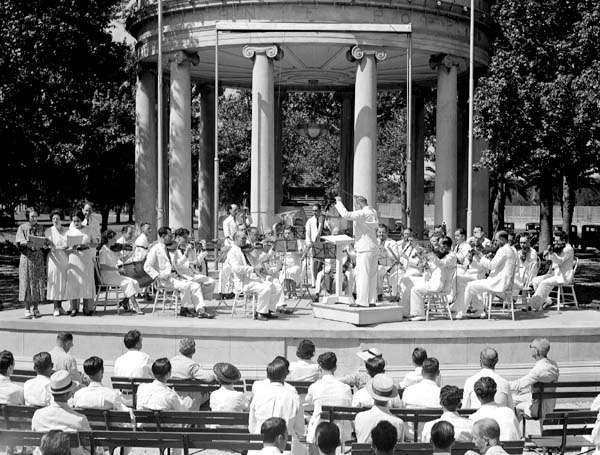
New Orleans 1936
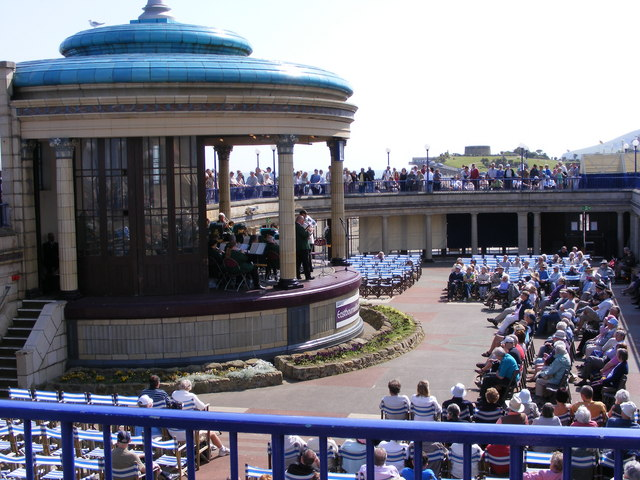
Eastbourne 2009
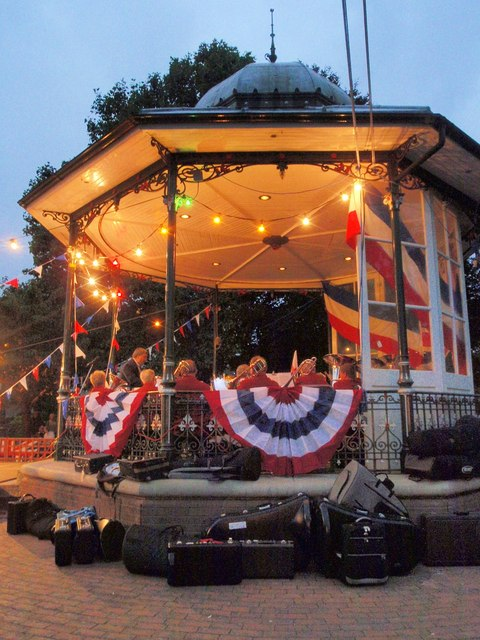
« Last night of the Proms style concert »
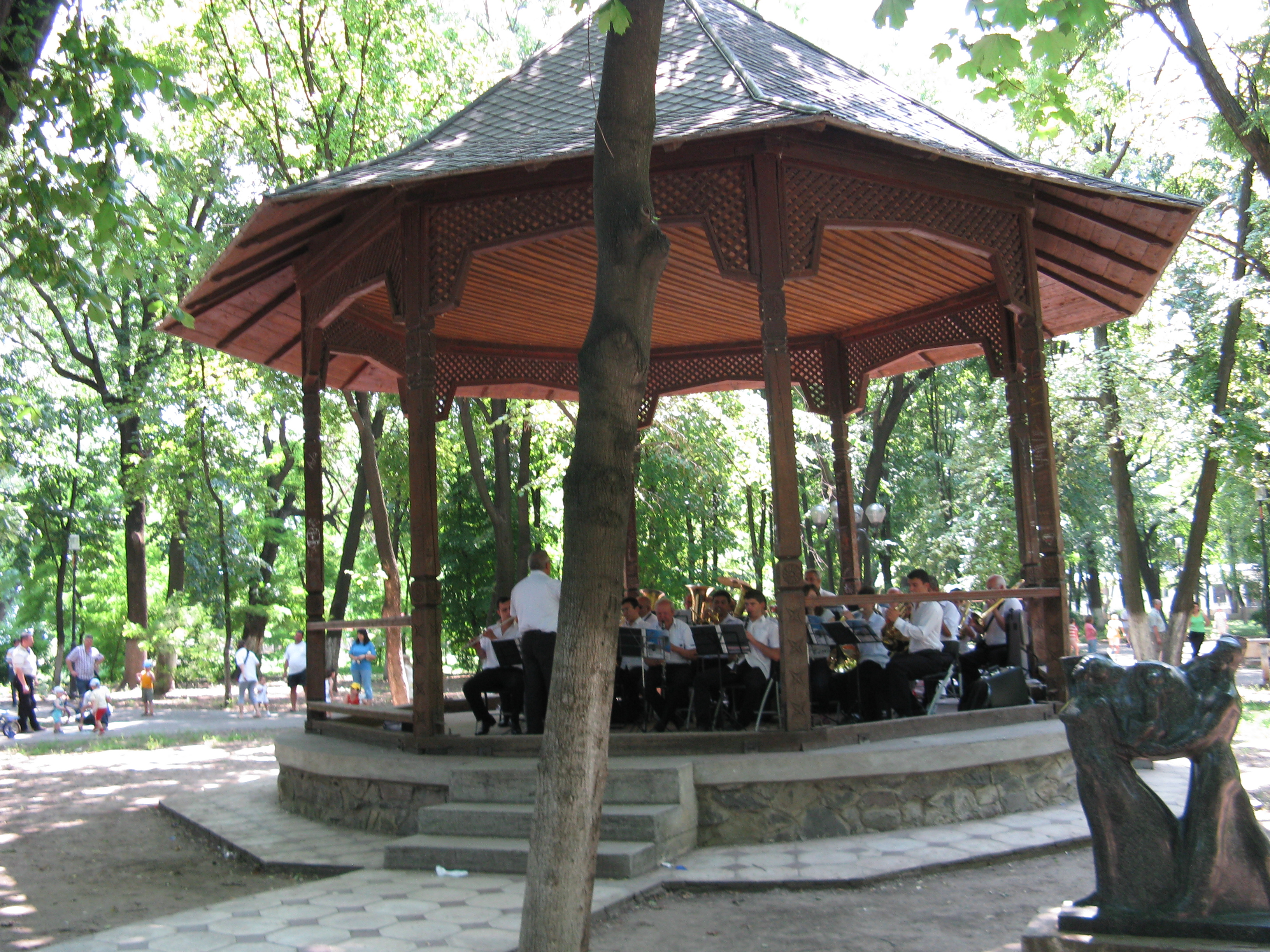
En Roumanie
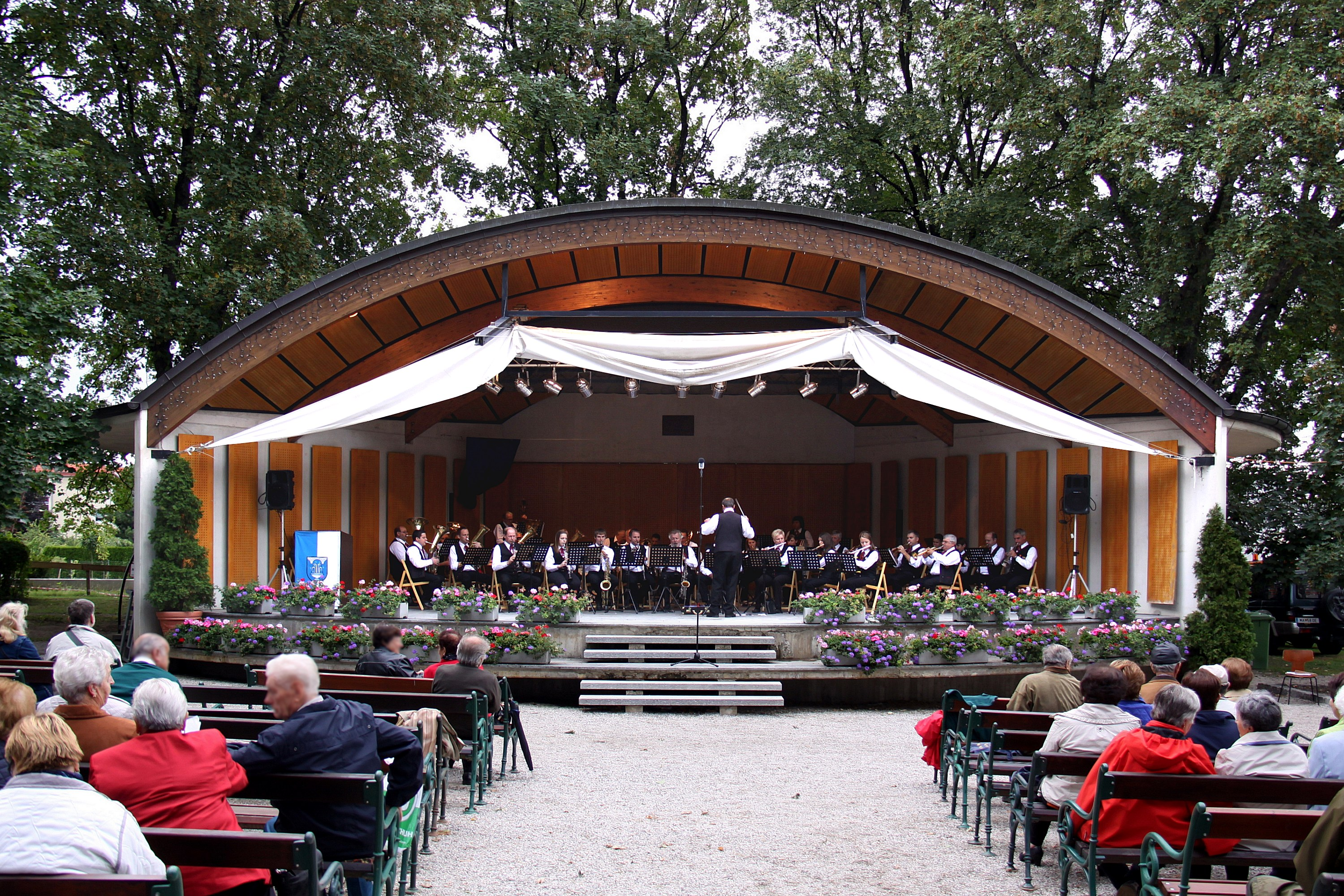
Quand le kiosque se veut salle de concert